# Виноделие в Бразилии
Бразилия является третьим по величине производителем вина в Южной Америке, уступая Аргентине и Чили; производство в 2018 году составило 3,1 млн гектолитров (82 000 000 галлонов США). В 2019 году Бразилия была 15-м по величине производителем вина в мире. Значительная площадь земель отведена виноградарству: 82 000 га (200 000 акров) в 2018 году, хотя в основном это столовый виноград, а не для производства вина.
Вина лучшего качества (vinho fino) производятся из европейского винограда Vitis vinifera, и в 2003 году только около 5 000 га (12 000 акров) были засажены такими лозами. Остальные — это американские или гибридные лозы, многие из которых легче культивировать в бразильских условиях.

## История
В течение веков предпринималось несколько попыток введения европейской лозы в Бразилию. Первые лозы были завезены в Бразилию португальцами в 1532 году, посадили их в штате Сан-Паулу. Иезуиты привезли испанскую лозу в Риу-Гранди-ду-Сул в 1626 году, а поселенцы XVIII века привезли черенки лозы с Мадейры и Азорских островов. В 1840 году плантации винограда Изабелла на южном побережье Риу-Гранди стали первыми успешными в Бразилии. К концу 1870-х годов виноделие было налажено в Серра-Гауче, где этим занялись итальянские иммигранты, и в основном это были американские лозы. Позднее были добавлены некоторые итальянские сорта и таннат.
Производство вин с признанным высоким качеством началось в 1970-х годах, когда несколько международных винодельческих компаний инвестировали в Бразилию и завезли туда ноу-хау и современное оборудование.

## География и климат
Бразилия является экваториальной страной, однако из-за ее больших размеров и различной топографии климат в разных регионах страны сильно отличается. Тем не менее, вино успешно производится как в областях с экваториальным климатом, так и с умеренным. Однако большая часть винодельческих предприятий сосредоточена на умеренном юге страны, в основном в штате Риу-Гранди-ду-Сул, около 29 южной параллели, недалеко от Аргентины и Уругвая. Виноградники там расположены в горной местности. В небольших масштабах также виноградарство имеется в соседнем штате Санта-Катарина.
В долине реки Сан-Франсиску в Пернамбуку, где жаркий полузасушливый климат, также занимаются виноградарством и виноделием, и в этой местности два урожая винограда каждый год.